# H.E.R.B.I.E.
H.E.R.B.I.E. (Humanoid Experimental Robot, B-type, Integrated Electronics) è un personaggio dei fumetti, creato da Marv Wolfman (testi) e John Byrne (disegni) e pubblicato dalla Marvel Comics. La sua apparizione avviene in The Fantastic Four (vol. 1) n. 209, dell'agosto 1979.
È un piccolo robot alleato del gruppo dei Fantastici Quattro, creato dallo stesso Reed Richards. Il personaggio venne inizialmente introdotto nella serie televisiva a cartoni animati I Fantastici Quattro (1978) allo scopo di supplire all'assenza della Torcia Umana, e fu poco dopo inserito all'interno della continuity fumettistica dell'Universo Marvel.

## Storia editoriale
Quando, nel 1978, venne prodotta dai Marvel Studios la seconda serie animata dedicata al fantastico quartetto, i diritti relativi al solo personaggio della Torcia Umana erano momentaneamente non disponibili, in quanto in mano ad altri produttori intenzionati a realizzarne un film (poi in realtà mai concretizzatosi).
La giustificazione ufficiale, poi rivelatasi falsa, all'epoca fornita dalla rete televisiva NBC, che trasmetteva lo show, fu che si voleva evitare che i bambini, per spirito di emulazione, potessero tentare di darsi fuoco per imitare le imprese del personaggio.
In ogni caso, profilandosi la necessità di un quarto membro per completare la formazione, Stan Lee ideò il simpatico robottino, poi disegnato dal celebre artista della Marvel Jack Kirby, che già per primo aveva creato e illustrato i Fantastici Quattro il decennio precedente.
Nel cartone, la voce di H.E.R.B.I.E. era quella di Frank Welker, famoso doppiatore statunitense.
Circa un anno dopo il debutto nella serie animata, il piccolo robot fu introdotto nella continuity dei fumetti in una storia scritta da Marv Wolfman e disegnata da John Byrne, facendo la sua prima apparizione su Fantastic Four #209 (Agosto 1979). Curiosamente, in quella stessa storia ne viene riconosciuta la reale origine come personaggio fittizio di un cartoon: infatti nell'Universo Marvel coesistono sia le storie a fumetti sia la stessa serie animata, prodotte su licenza dei Fantastici Quattro ‘originali’.

## Pubblicazioni statunitensi
Il personaggio appare in seguito:
1. Fantastic Four (prima serie) n. 210-213 (settembre-dicembre 1979), n. 215-217 (febbraio-aprile 1980), n. 242 (maggio 1982), n. 244 (luglio 1982);
2. Fantastic Four (terza serie) n. 3 (marzo 1998);
3. Marvel Holiday Special (2004);
4. Exiles (prima serie) n. 72 (gennaio 2006);
5. Fantastic Four (storia continua in prima serie) n. 534 (marzo 2006);
6. X-Men (seconda serie) n. 181 (marzo 2006);
7. Fantastic Four Presents: Franklin Richards, Son of a Genius - Everybody Loves Franklin (one shot) (aprile 2006);
8. Free Comic Book Day: X-Men/Runaways n. 1 (luglio 2006);
9. The Sensational Spider-Man (seconda serie) n. 25 (giugno 2006);
10. Fantastic Four: A Death in the Family (luglio 2006);
11. Franklin Richards: Super Summer Spectacular (settembre 2006);
12. Franklin Richards: Happy Franksgiving! (gennaio 2007);
13. Franklin Richards: Monster Mash (novembre 2007);
14. Franklin Richards: Fall Football Fiasco! (gennaio 2008)

## Altri media

### Televisione
H.E.R.B.I.E. apparve in alcune le serie a cartoni animati dedicate ai Fantastici Quattro:
- I Fantastici Quattro (1978)
- I Fantastici Quattro (2006)

#### Altre apparizioni
Il personaggio apparve anche come guest-star nelle altre serie animate:
- The Venture Bros. (2003)
- Super Hero Squad Show (2009)
- Avengers - I più potenti eroi della Terra (2010)
- Ultimate Spider-Man (2012)
- Spidey e i suoi fantastici amici (2021)

### Cinema
- Un H.E.R.B.I.E. disattivato fa un'apparizione senza dialogo nella versione estesa del film I Fantastici 4 (2005).
- H.E.R.B.I.E. apparirà anche nel trentasettesimo film del Marvel Cinematic Universe I Fantastici Quattro - Gli inizi (2025).

### Videogiochi
- Il personaggio è apparso anche nei videogiochi Marvel Heroes e The Fantastic Four
- H.E.R.B.I.E. è giocabile nel videogioco LEGO Marvel Super Heroes.